# Fajar Mulia
Fajar Mulia is een bestuurslaag in het regentschap Pringsewu van de provincie Lampung, Indonesië. Fajar Mulia telt 1649 inwoners (volkstelling 2010).